# Passito

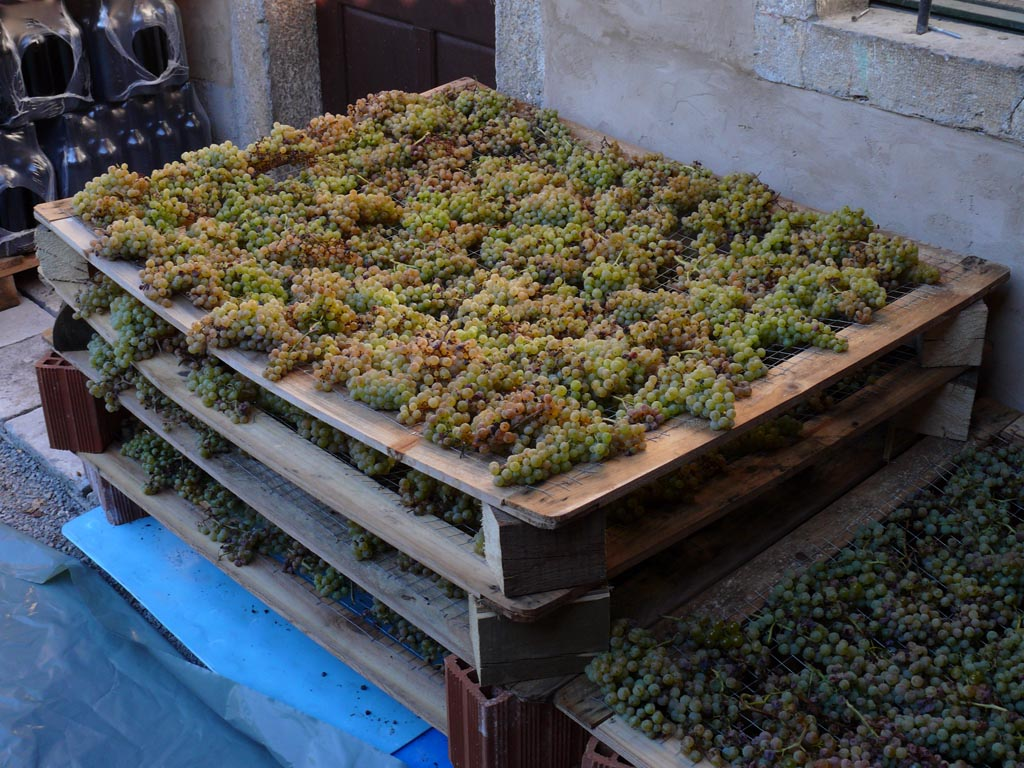
Zum Trocknen ausgelegtes Lesegut

Passito ist die italienische Bezeichnung für einen Strohwein. Die Bezeichnung erklärt sich aus dem italienischen und lateinischen Ausdruck für „Rosine“, uva passa bzw. racemi passi, was svw. „getrocknete Weinbeeren“ bedeutet, auch herleitbar aus dem italienischen Verb appassire („welken“).

## Erzeugung
Die Methoden des Antrocknens der Weinbeeren sind regional verschieden und für Weine mit geschützter Herkunftsbezeichnung (Denominazione di Origine Protetta oder kurz DOP) in den jeweiligen amtlichen Disciplinare di Produzione geregelt.
Verwendung finden nur voll ausgereifte und völlig gesunde Beeren. Meist werden die Trauben nicht am Rebstock belassen, ggf. nach Durchtrennung der Fruchtrute, da sie dort den Witterungseinflüssen und damit Schimmel und Fäulnis in besonderem Maße ausgesetzt sind. Vielmehr werden die Trauben gelesen und beschattet oder bei gutem Luftdurchzug auf Strohmatten (daher der Name Strohwein) oder Holzgestellen aufgelegt und einige Wochen, manchmal auch Monate angetrocknet. Ziel ist es, den Beeren Wasser zu entziehen und so die Zucker- und Extraktkonzentration im verbleibenden Saft zu erhöhen. Das Verfahren ist uralt. Schon im antiken Rom war ein Süßwein mit der Bezeichnung Passum bekannt.
Nach der Antrocknung werden die entstielten Beeren langsam und sanft gepresst. Die Gärung erfolgt regional sehr verschieden in unterschiedlichen Gärbehältern, zum Beispiel in sehr kleinen, etwa 50 Liter fassenden Holzfässern bis hin zu mehrere tausend Liter fassenden Stahltanks. Immer jedoch ist der Gärvorgang sehr langdauernd, bei einigen Passiti wird er einige Male unterbrochen, so dass der Gärprozess erst nach etwa zwei Jahren abgeschlossen ist. Die Weine sind meist süß, goldgelb bis bernsteinfarben, beziehungsweise rötlichbraun und recht alkoholreich, obwohl Passiti niemals gespritet werden. Sie altern im Allgemeinen sehr gut. 
Im Trentino beispielsweise wird für die Herstellung eines dort Vino Santo genannten Passitos die Rebsorte Nosiola verwendet. Die Trauben werden Ende Oktober geerntet und in gut belüfteten Dachböden auf Arèle genannten Matten, früher aus Schilfrohr und heute aus Metall zum Antrocknen ausgelegt. Traditionell wird in der Karwoche gepresst, womit sich der Name Vino Santo erklärt. Aus 100 Kilogramm frischen Trauben werden etwa 15 bis 18 Liter Most gewonnen. Der fermentiert dann während zwei bis drei Jahren in gebrauchten Eichenfässern, die keine Holznoten mehr an den Wein abgeben. Anschließend reift der Wein für sechs bis acht Jahre. Er bleibt bis zu etwa 50 Jahre lang lagerfähig.
Passiti werden sowohl aus weißen als auch aus roten Rebsorten gekeltert. Und es gibt auch Passiti, wie zum Beispiel den Amarone della Valpolicella, oder den Sforzato di Valtellina, die trocken ausgebaut werden.